# Referéndum constitucional de Perú de 1993
El referéndum constitucional de Perú de 1993 se realizó en Perú el domingo 31 de octubre de 1993 con el objetivo de lograr la legitimación del autogolpe de Estado del 5 de abril de 1992 y revestirse de legitimidad el entonces presidente de facto Alberto Fujimori. El proceso de consulta fue controversial pues se denunciaron casos de fraude en algunas localidades de Puno, Arequipa y Trujillo, regiones donde sectores en situación de pobreza votaron en contra; el propio miembro del Jurado Nacional Electoral, Juan Chávez Molina, cuestionó el proceso por la pérdida de actas y renunció a manera de protesta. Aun así, el Congreso Constituyente Democrático aprobó la nueva Constitución el 26 de agosto.
Gracias a esto, el texto surgido por mayoría fujimorista, fue publicada el 4 de septiembre de 1993, que establecía el Parlamento unicameral y consagraba la disminución de soberanía estableciendo el carácter subsidiario del Estado, es decir, que este no podía intervenir en aquellas áreas de la economía donde el capital privado tenía inversiones. Otra innovación de esta Constitución fue la reelección presidencial (luego fue reformado). Las enmiendas constitucionales serían posibles, ya sea con un referéndum o una mayoría de dos tercios en dos Congresos sucesivos. El referéndum también sería posible si una petición tenía el 0.3 % de las firmas de los votantes. Después de ser aprobada por el 52.33 % de los votantes, la nueva Constitución fue promulgada el 29 de diciembre del mismo año del referéndum y entró en vigencia el 1 de enero del año siguiente, donde se consultó la reelección presidencial inmediata.[cita requerida]

## Resultados
Pregunta: ¿Aprueba usted la nueva Constitución aprobada por el Congreso Constituyente Democrático?
| Elección                                     | Votos      | %     |
| -------------------------------------------- | ---------- | ----- |
| Sí                                           | 3 895 763  | 47,63 |
| No                                           | 3 548 334  | 43,38 |
| En blanco o nulos                            | 734 645    | 9,00  |
| Total de votantes/Participación              | 8 178 742  | 70,38 |
| Votantes registrados                         | 11 620 820 |       |
| Fuente: Jurado Nacional de Elecciones (Perú) |            |       |

El día del referéndum, 11 620 820 personas estaban habilitadas para sufragar, pero solo 8 178 742 acudieron a las urnas, mientras que las otras 3 442 078 estuvieron ausentes de sus locales de votación.